# 赫施泰因湖

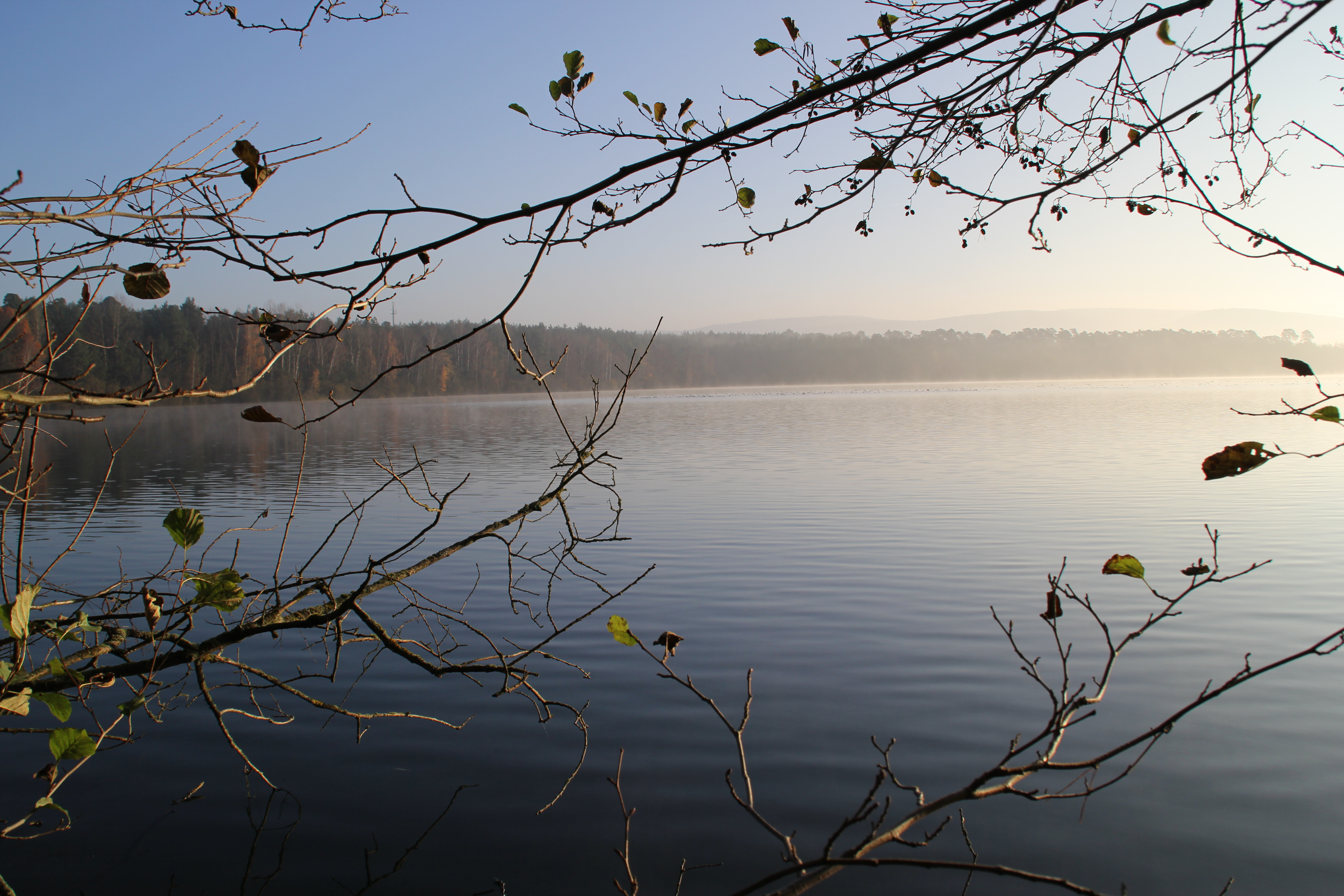

50°3′29.35″N 9°2′4.34″E / 50.0581528°N 9.0345389°E
赫施泰因湖（德語：Hörsteiner See），是德國的湖泊，位於該國東南部，由巴伐利亞州負責管轄，處於阿爾策瑙附近，長1.2公里、寬0.7公里，面積0.6平方公里，海拔高度109米，湖岸線長度3.3公里。